# 陳己同
陳己同（1887年—1966年），字和筏，齋號己堂，臺灣省臺北府淡水縣擺接堡外員山（今新北市中和區）人，大木匠師。

## 生平
陳己同生於清光緒13年（1887年），早年隨父四處修廟，任現場頭手，盡得真傳，曾參與修建大龍峒保安宮、木柵指南宮、圓山劍潭寺及三峽祖師廟等。
其中關子嶺大仙寺為日式外型，接近華北外型；原為泉州惠安溪底派大木匠師，與陳應彬對場作，最後溪底派因故退場，故由陳應彬與己同合作建廟。
1930年遷居屏東後獨立作業，主持屏東慈鳳宮、海豐三山國王廟、鳳山觀音亭、萬丹萬惠宮（1931年）、東港朝隆宮（1933年）等之修建工程，二次大戰後又參加艋舺龍山寺大殿重建（1955年），並修建了樹林濟安宮、金山慈護宮、野柳保安宮、林口竹林寺等，後傳子陳永昌。

## 家庭
父亲是漳州派廟宇建築師陳應彬。弟陳己元，亦知名於廟宇修建。
其孫陳文成，為美國卡內基美隆大學統計學系助理教授，返臺時遭國民黨政府約談，隔日即陳屍臺灣大學校園內，真相如何，至今仍不清楚。